# Mont Heha
De mont Heha is met een hoogte van 2684 meter boven de zeespiegel het hoogste punt van Burundi. De berg maakt deel uit van de Plateaux du Burundi en ligt in de westelijke provincie Bujumbura Rural, op een twintigtal kilometer ten oosten van het Tanganyikameer en een dertigtal zuidoostelijk van de nationale hoofdstad Bujumbura. De Plateaux du Burundi worden op hun beurt tot de Mitumbabergen gerekend, die zich over de grenzen met Congo-Kinshasa en Rwanda uitstrekken en een deel van de oostelijke begrenzing van de westelijke tak van de Oost-Afrikaanse Rift, het Afrikaanse gedeelte van de Grote Slenk, vormen.